# Música de Belice

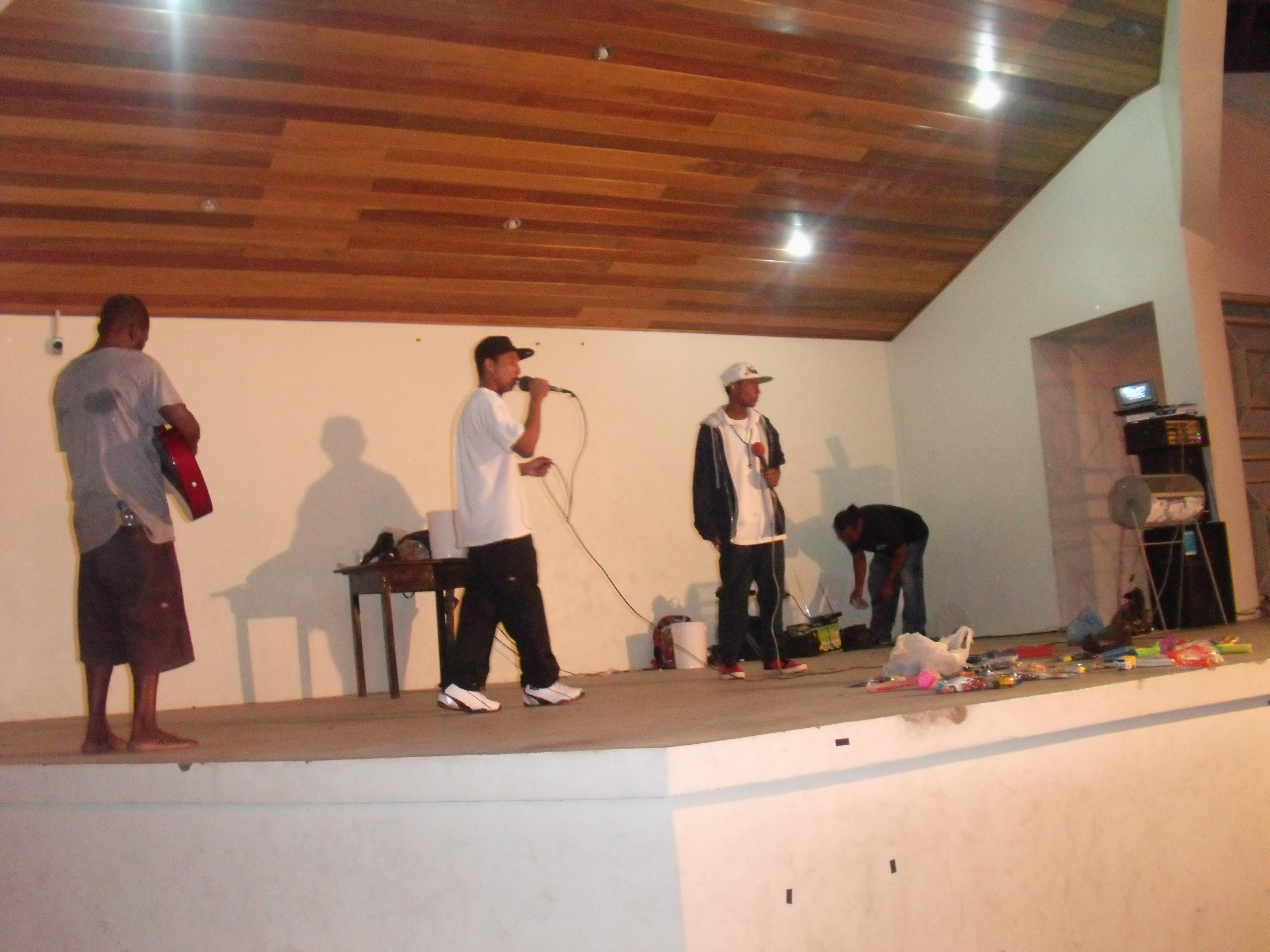
Músicos de Belice

La música de Belice tiene una mezcla de cultura creole, mestiza, garífuna y maya.

## Música folclórica
Se creó el estilo brukdown, usando banjo, guitarra, tambor, dingaling, campana, acordeón y quijada por los ritmos traídos de Europa. Las formas de la música y danza garífuna abarcan varios estilos: punta, hungu-hungu, combination, wanaragua, abaimahani, matamuerte, laremuna wadaguman, gunjai, charikanari, sambai, charikanari, eremuna egi, paranda, berusu, punta rock, teremuna ligilisi, arumahani y Mali-amalihani. Los tambores usados en esta música son: primero (tenor drum) y segunda (bass drum).

## Música popular
La base musical de Belice se ha expandido en años recientes con la adición de artistas locales de reggae y Hip Hop. El punta rock también es muy popular.

### Artistas beliceños
- Andy Palacio
- Chico Ramos
- Paul Nabor
- Super G
- Lloyd & Reckless
- Punta Rebels
- Mr. Peters Boom & Chime
- Lord Rhaburn
- Lela Vernon
- Santino's Messengers
- Technoband
- Titiman
- Aaron "Bruno" Arana
- Jon Santos, singer of the band "Fallzone"
- Bobby Amaru, singer of the band "Burn Season"
- Wilfred Peters